# 원격 데스크톱 소프트웨어
원격 데스크톱 소프트웨어(영어: remote desktop software) 또는 단순히 리모트 데스크톱(영어: remote desktop)은 컴퓨터 환경에서 프로그램들을 먼 거리의 서버에서 마치 바로 앞에서 실행하는 것처럼 구동할 수 있게 도와 주는 일종의 소프트웨어나 운영 체제의 한 기능을 가리킨다. 명령 줄이나 그래픽으로 된 응용 프로그램 모두 실행할 수 있다.
원격 데스크톱 응용 프로그램들은 다양한 기능을 지원한다. 이를테면, 기존의 사용자 세션(실행 중인 데스크톱)과 원격 제어(remote controlling)에 포함시킨다든지, 원격 제어 세션을 보이거나 빈 화면을 보여줄 수도 있다. 원격 데스크톱은 원격 관리의 한 형태로 볼 수 있다.

## 원격 데스크톱 프로토콜
- VNC (Virtual Network Computing)
- RDP (원격 데스크톱 프로토콜)
- RFB (원격 프레임 버퍼 프로토콜)
- ARD (애플 리모트 데스크톱 프로토콜)
- ICA (Independent Computing Architecture)
- X 윈도 시스템 (X11)
- ALP (어플라이언스 링크 프로토콜)

## 같이 보기
- 원격 컴퓨터
- 데스크톱 가상화